# شاچیهوکو
شاچیهوکو (ژاپنی: 鯱・鯱鉾 هپبورن: Shachihoko) یا به‌طور ساده شاچی (鯱) در فولکلور ژاپنی یک هیولای دریایی ترسناک با سر اژدها یا ببر و بدن ماهی کپور است، که به‌طور کامل با فَلس‌های سیاه یا خاکستری پوشیده شده‌است. بر طبق افسانه، شاچیهوکو در اقیانوس یخ‌بسته شمالی زندگی می‌کند. باله‌ها و دم پهن آن‌ها همیشه به سمت بهشت است، و باله پشتی آن‌ها خوشه‌های تیز متعددی دارد. آن‌ها قادرند مقادیر زیادی آب را با یک جرعه ببلعند و آن را در شکم خود نگاه دارند. آن‌ها همچنین توانایی احضار ابرها و کنترل باران را دارند. شاچیهوکو اغلب در تزئین پشت‌بام قلعه‌ها، پرستشگاه‌ها، دروازه‌ها، و اقامت‌گاه‌های سامورایی یافت می‌شود. آن‌ها روبه‌روی یکدیگر در انتهای قرینه یک بام قرار می‌گیرند. آن‌ها به عنوان ارواح محافظ و پشتیبان انجام وظیفه می‌کنند، همانند کاشی‌های بام اونی که معمولاً در قلعه‌ها یافت می‌شوند. در گذشته اعتقاد بر این بود که در صورت آتش‌سوزی، شاچیهوکو می‌تواند با احضار ابرهای بارانی یا با تف کردن انبوه آبی که قبلا بلعیده و در شکم خود نگه داشته بود، از ساختمان‌ها محافظت کند.

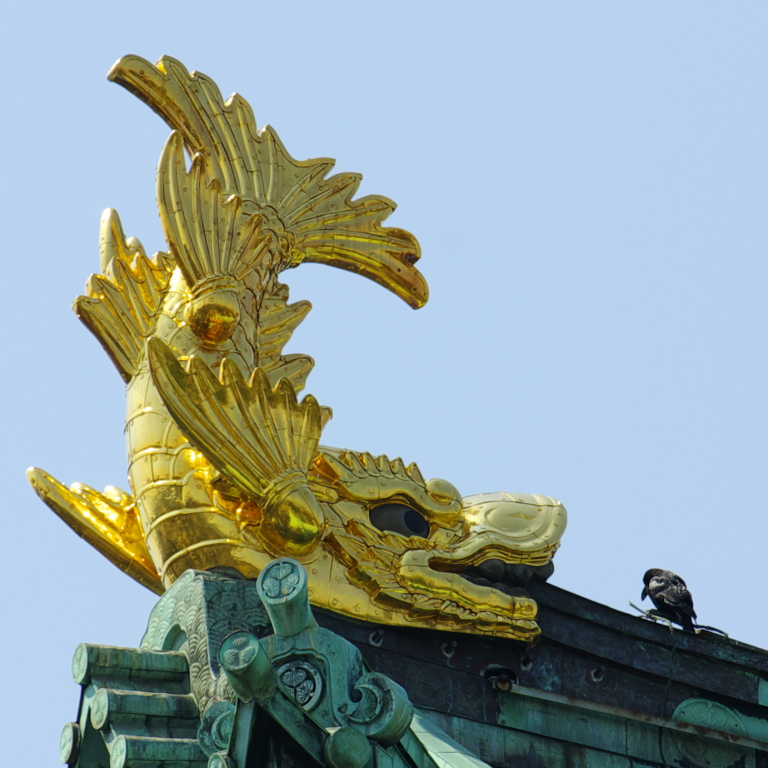
شاچیهوکو بر روی بام قلعه ناگویا

شاچی یک واژهٔ کوکوجی است، و در زمان تلفظ، معنی «اُرکا» نیز می‌دهد.